# Campionati mondiali di maratona canoa/kayak 2017
I Campionati mondiali di maratona canoa/kayak 2017 sono stati la 25ª edizione della manifestazione. Si sono svolti a Pietermaritzburg, in Sudafrica tra il 7 e il 10 settembre 2017.

## Medagliere
| Pos.   | Paese         | Oro | Argento | Bronzo | Totale |
| ------ | ------------- | --- | ------- | ------ | ------ |
| 1      | Ungheria      | 3   | 4       | 1      | 8      |
| 2      | Sudafrica     | 2   | 1       | 1      | 4      |
| 3      | Gran Bretagna | 1   | 0       | 1      | 2      |
| 4      | Ucraina       | 1   | 0       | 0      | 1      |
| 5      | Spagna        | 0   | 2       | 2      | 4      |
| 6      | Rep. Ceca     | 0   | 0       | 1      | 1      |
| 6      | Irlanda       | 0   | 0       | 1      | 1      |
| Totale | Totale        | 7   | 7       | 7      | 21     |

## Podi

### Uomini
| Evento | Oro                                  | Perform. | Argento                               | Perform.    | Bronzo                                           | Perform.    |
| Canoa  |                                      |          |                                       |             |                                                  |             |
| C-1    | Márton Kövér                         | 2h10'03" | Manuel Garrido Barbosa                | 2h12'44"    | Manuel Antonio Campos                            | 2h15'27"    |
| C-2    | Ungheria Márton Kövér Adam Docze     | 1h59'58" | Spagna Óscar Graña Diego Romero Fraga | 2h00'13"    | Spagna Manuel Antonio Campos José Manuel Sánchez | 2h01'47"    |
| K-1    | Hank McGregor                        | 2h09'37" | Andrew Birkett                        | 2h09'38"    | Adrián Boros                                     | 2h09'39"    |
| K-2    | Sudafrica Hank McGregor Jasper Mocke | 2h00'10" | Ungheria Adrián Boros László Solti    | 2h00'11",46 | Sudafrica Andrew Birkett Jean van der Westhuyzen | 2h00'11",70 |

### Donne
| Evento | Oro                                     | Perform. | Argento                             | Perform. | Bronzo                                          | Perform. |
| Canoa  |                                         |          |                                     |          |                                                 |          |
| C-1    | Liudmyla Babak                          | 1h48'00" | Zsanett Lakatos                     | 1h51'21" | Jana Ježová                                     | 1h56'30" |
| K-1    | Lani Belcher                            | 2h05'09" | Vanda Kiszli                        | 2h05'15" | Jennifer Egan                                   | 2h05'43" |
| K-2    | Ungheria Sara Anna Mihalik Vanda Kiszli | 1h56'29" | Ungheria Renáta Csay Alexandra Bara | 1h56'42" | Gran Bretagna Lani Belcher Hayleigh-Jayne Mason | 1h56'44" |